# Bárdy Gabi

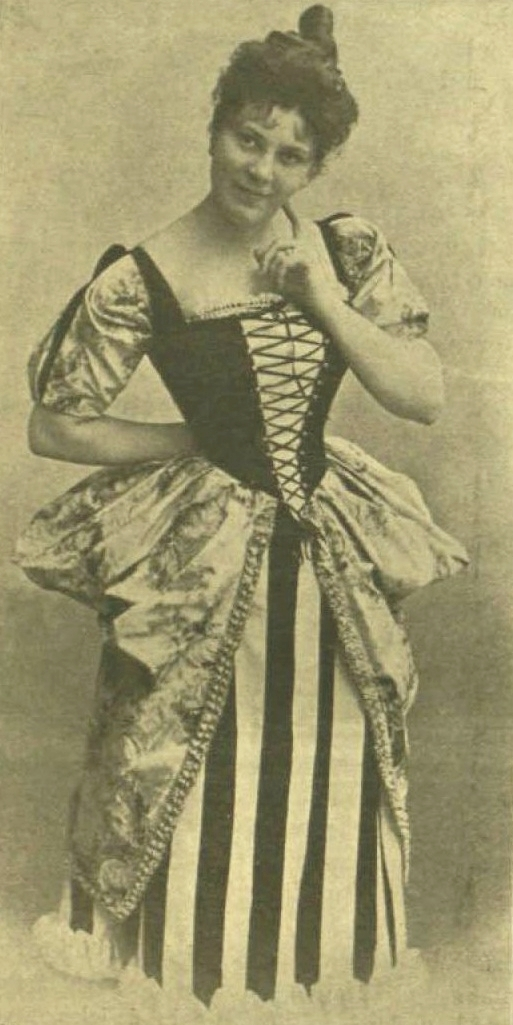
Bárdi Gabi a Vasárnapi Ujság 1898. december 25.-i számában

Bárdy Gabi, született: Heckel Gabriella Mária Róza, névváltozat: Bárdi (Újpest, 1876. szeptember 7. – Budapest, 1965. június 16.) magyar színművésznő, operett-primadonna.

## Élete
Heckel Ferenc hivatalnok és Motusz Ilona leányaként született, 1876. október 7-én keresztelték. 1893 őszén lett a Népszínház tagja és itt Verő György Szultán c. operettjében volt első fellépte, Délia szerepében. 
1895. szeptember 30-án férjhez ment gróf Zay Imréhez. 1901. március 28-án Kolozsvárra szerződött, majd visszatért a Népszínházba és 1902. április 8-án újra fellépett az Ádám és Éva c. operett Éva szerepében. 1903. november 6-án első ízben vendégszerepelt Bécsben, a Carltheaterben, A vásár gyermeke c. operettben. 1904-ben ennek a színháznak tagja volt. Rövid ideig Pécsen is játszott. Lehár Ferenc: Víg özvegy c. operettjének Glavari Hanna szerepében nagy sikere volt. 1906. február havában újra leszerződött a Népszínházhoz, majd nemsokára visszavonult a színpadtól. 
1912. július havában uzoni gróf Béldy Ákos nyugalmazott főispán neje lett. Az Ódry Árpád Művészotthonban hunyt el. Sírja a Farkasréti temetőben található (1-483/484).

## Főbb szerepei
- Gerő Károly: Próbaházasság – Birike
- Bokor József: A kis alamuszi – Saratya
- Jacques Offenbach: Párizsi élet – Pauline
- Brandon Thomas: Charley nénje – Annie